# KUBH
Koordinaten: 42° 14′ 25″ N, 91° 53′ 37″ W
KUBH oder KUBH-FM oder KUBH-LPFM (LP = Low Power) ist eine US-amerikanische Verkehrsfunkstation aus Urbana Garage Tower im US-Bundesstaat Iowa. KUBH-LP sendet auf der UKW-Frequenz 99,9 MHz. Eigentümer und Betreiber ist die Iowa Department of Transportation.